# سفارة الفلبين لدى السعودية
سفارة الفلبين لدى السعودية هي الممثلية الدبلوماسية العليا لدولة الفلبين لدى المملكة العربية السعودية. تقع السفارة في حي السفارات في الرياض.